# Little Wenzhou

Little Wenzhou est un téléfilm français réalisé par Sarah Lévy en 2008.

## Synopsis
La jeune chinoise Xiu Yan, décide de quitter son pays natal pour s'installer en France, espérant y trouver une vie meilleure. Originaire de Wenzhou et sans papiers, elle s'installe dans un quartier de Lille chez Madame Deng, qui y tient une petite boutique. Là, elle est engagée comme femme de ménage et doit beaucoup travailler pour gagner suffisamment d'argent afin d'aider ses parents qui sont forcés de déménager à cause des travaux dû aux Jeux Olympiques de Pékin. Mais son travail lui rapporte peu. Pour gagner davantage, elle cherche et trouve un deuxième boulot où elle travaille comme serveuse dans le restaurant de Monsieur Tao. Hormis cette nouvelle vie difficile, elle découvre peu à peu cette communauté et se fait rapidement des amis du quartier, où cohabitent chinois, arabes et africains.

## Fiche technique
- Titre : Little Wenzhou
- Réalisation et scénario : Sarah Lévy
- Image : Dominique de Wever
- Decor : Denis Bourgier
- Son : Daniel Banaszak
- Musique : Ramon Pipin
- Montage : Didier Vandewattyne
- Sociétés de production : MFP, TV5 Monde
- Genre : Comédie romantique
- Durée : 93 minutes
- Date de diffusion : 29 janvier 2009 sur France 3

## Distribution
- Yin Hang : Xiu Yan
- Hélène Patarot : Madame Deng
- Marisa Commandeur : Leï Deng
- Boramy Tioulong : Monsieur Deng
- Stéphane Fourreau : Tien Wang Kong
- Nguyen Thi My Chau : Madame Kong
- Lomani Mondonga : Maalik
- Franck Gourlat : Ferdinand
- Djibril Pavadé : Lucien
- Jade Phan-Gia : Bai Bo Deng
- Élodie Yung : Su
- Bing Yin : Monsieur Tao
- Heling Li : Hou Chi

## Récompenses
- Prix de la découverte au 10e Festival de la Fiction TV de la Rochelle en 2008